# Pryteria albiapicalis
Pryteria albiapicalis är en fjärilsart som beskrevs av George Francis Hampson 1920. Pryteria albiapicalis ingår i släktet Pryteria och familjen björnspinnare. Inga underarter finns listade i Catalogue of Life.